# Glen Aubrey
Glen Aubrey es un lugar designado por el censo ubicado en el condado de Broome en el estado estadounidense de Nueva York. En el año 2010 tenía una población de 485 habitantes.

## Geografía
Glen Aubrey se encuentra ubicado en las coordenadas 42°15′21″N 76°0′39″O / 42.25583, -76.01083.